# La Fièvre verte
La Fièvre verte est un roman autobiographique de Jacques Isorni, paru en 1975. Il retrace la campagne académique de Jacques Isorni pour rentrer à l'Académie française au fauteuil de Jérôme Carcopino, mort en 1970.

## Édition
Une première édition est publiée chez Flammarion en 1975.

## Réception
François Fossier évoque la place des avocats à l'Académie française, et cible de façon à peine voilée Jacques Isorni : « Mais, en fin de compte, ces effectifs [ceux de la catégorie des avocats] n'ont rien de pléthorique, et ne sauraient constituer cette jurisprudence que brandissent avec hargne plusieurs recalés. Ils ont d'ailleurs omis d'observer une chose, c'est qu'en dehors de Sèze et de Dupin, leurs confrères admis sous la Coupole ne défendirent que des causes civiles, jamais politiques. Cela devrait donner à penser aux victimes de la fièvre verte qui auraient commis cette imprudence ! »
Autant Daniel Garcia que François Fossier achèvent leur monographie à propos de l'Institut et des académies avec une citation de La Fièvre verte.